# Duyvenbodes lori
Duyvenbodes lori (Chalcopsitta duivenbodei) is een vogel uit de familie van de Psittaculidae (papegaaien van de Oude Wereld). De vogel is genoemd naar de verzamelaar en handelaar in vogels Maarten Dirk van Renesse van Duivenbode op Ternate.

## Verspreiding en leefgebied
Deze monotypische soort komt voor in laaggelegen bossen in het noorden van Nieuw-Guinea en op nabijgelegen eilanden.

## Status
De grootte van de populatie is in 1992 geschat op minimaal 50.000 individuen. Op de Rode lijst van de IUCN heeft deze soort de status niet bedreigd.